# スズキヒサシ
スズキ ヒサシは、日本のライトノベル作家。1月30日生まれ。大阪出身。

## 作品リスト
- 電撃文庫
  - 正しい怪異の祓い方 結びの七つ穴の紐（イラスト：壱、2003年10月）
  - ダビデの心臓（イラスト：尾崎弘宜、2004年8月 - 2005年7月）
  - タザリア王国物語（イラスト：あづみ冬留、2006年7月 - 2010年1月（小説家になろうにて外伝掲載あり） ）
  - 銀光騎士団（イラスト：卵の黄身、2014年3月）
- MF文庫J
  - 焔のシグナティス（イラスト：Nino、2009年7月 - 2010年1月）
  - 魔法戦争（イラスト：瑠奈璃亜、2011年11月 - 2015年9月）[1]
- NOVEL 0
  - デッド・オア・ヴァンパイア（イラスト：瑠奈璃亜、2016年5月）
  - 空賊王のアシハラ王国再興記（イラスト：兎塚エイジ、2018年3月）